# 12月のメリーゴーランド
『12月のメリーゴーランド』（じゅうにがつのメリーゴーランド）は、日本のシンガーソングライター・寺岡呼人の4枚目のシングル。1995年11月1日にトイズファクトリーより発売された。

## リリース・音楽性
通常盤のみの1形態で発売。前作『君を見つめてた 月が照らしてた』より5か月ぶりのリリースとなる。
表題曲「12月のメリーゴーランド」はクリスマスソングとなっている。作詞は寺岡呼人が「彼女の視点、素晴らしいなぁ」と思っていたプリンセス プリンセスの中山加奈子に依頼。また、Mr.Childrenの桜井和寿が作曲で参加しており、寺岡との共作はMr.Childrenの2ndアルバム『Kind of Love』収録曲「星になれたら」以来約3年ぶりとなる。桜井が寺岡の家に遊びに来た際、まずAメロを寺岡が作り、その続きを桜井が考えるといったやり取りを重ね制作された。当時、桜井はMr.Childrenの楽曲として完成させることも考えていたという。

## 収録曲
- プロデュース：寺岡呼人 / コ・プロデュース：飯尾芳史

1. 12月のメリーゴーランド [4:26]
  - 作詞：中山加奈子 / 作曲：桜井和寿・寺岡呼人 / 編曲：寺岡呼人・飯尾芳史
2. NEW YEARS DAY [4:40]
  - 作詞・作曲・編曲：寺岡呼人
3. 12月のメリーゴーランド (instrumental) [4:26]
4. NEW YEARS DAY (instrumental) [4:40]

## 参加ミュージシャン
- 山本拓夫：Sax (#1), Soprano Sax (#2)
- 村田陽一：Trombone (#1), Flugel horn (#1)
- 荒木敏男：Trumpet (#1)
- 森明子：Oboe (#1)
- 鈴木茂：E. Guitar (#2)
- 寺岡呼人：A. Guitar (#2)
- 美久月千晴：E. Bass (#2)
- 小島徹也：Drums (#2)
- 三沢またろう：Percussion (#2)
- 小島良喜：Keyboard (#2)
- 新井昭乃：Back Ground Vocal (#1)
- 比山貴咏史：Back Ground Vocal (#2)
- 田久保誓一：Computer Programming (#1)
- 藤井丈司：Computer Programming (#2)
- 大島隆志：Computer Programming (#2)

## 収録アルバム
- 『GOLDEN CIRCLE』 (#1, #2)
- 『Love/Life THE BEST OF YOHITO TERAOKA』 (#2)